# Indonesia en los Juegos Olímpicos de Helsinki 1952
Indonesia estuvo representada en los Juegos Olímpicos de Helsinki 1952 por tres deportistas masculinos que compitieron en tres deportes.
El equipo olímpico indonesio no obtuvo ninguna medalla en estos Juegos.